# IJsselmuiden (plaats)
IJsselmuiden (Nedersaksisch: Iesselmuun) is een dorp (en een voormalige gemeente) in de gemeente Kampen in de Nederlandse provincie Overijssel. De plaats telt ongeveer 12.670 inwoners. Zoals de naam al aangeeft ligt IJsselmuiden aan de monding van de IJssel. Aan de andere oever van de IJssel ligt de oude Hanzestad Kampen, waarmee het door de Stadsbrug, een hefbrug met 4 grote vergulde katrollen erbovenop, is verbonden. Het dorp IJsselmuiden behoort tot de landstreek Salland.

## Geschiedenis

### Middeleeuwen
De eerste melding van IJsselmuiden vindt men in een oorkonde uit 1133, toen het nog direct aan de monding van het Almere lag. IJsselmuiden is ontstaan uit verschillende kernen. Voornamelijk als een klein dorp op een zandbank, achtergelaten door de rivier de IJssel, waarover nu de Dorpsweg loopt. De verhoging in het straatbeeld is aan beide kanten van de voormalige dijk goed te zien. Delen van de oude Hervormde Kerk, die daar op die verhoging staat, gaan terug tot omstreeks 1200.
De andere kern, die minder bijdraagt en buiten de duidelijke dorpsgrenzen valt, is Oosterholt. Hier stond vroeger een op een lage heuvel een Kartuizer klooster, maar dit is verwoest en de locatie is tot nog toe onbekend.
Het dorp is nooit een grote speler geweest in de regionale politiek en er was historisch gezien weinig waarop IJsselmuiden macht had kunnen baseren. Het is altijd omringd geweest door de meer invloedrijke of strategisch gelegen plaatsen Grafhorst (dat stadsrechten toegekend kreeg) in het noorden, Genemuiden, Zwartsluis en Hasselt in het noordoosten, Zwolle in het oosten, Wilsum (dat bepaalde stadsrechten had) en Zalk (met een inmiddels verwoest slot) in het zuidoosten en net over de IJssel in het zuiden Kampen.
Wel stond in IJsselmuiden het Hoogehuis dat in 1664 als havezate werd erkend. 

### 1500-2009
Vooral Kampen heeft altijd een grote invloed gehad op het leven in IJsselmuiden. De stad bouwde aan het eind van de Middeleeuwen een brug over de IJssel, waaruit inkomsten in de vorm van tolgeld en bruggeld kwamen. De stad Kampen ondernam meerdere projecten aan IJsselmuider zijde van de rivier. Zo was er een zandberg achter de Dorpsweg, waar geëxerceerd werd door het garnizoen van Kampen (inclusief gelag). Totdat in de twintigste eeuw Kampen uitbreidde naar het westen, werden de doden van Kampen op de (gemeentelijke) begraafplaats begraven, al gauw 1,5 kilometer vanaf de IJssel. Ook de oude trekvaart naar Zwolle, de "Nieuwe Weg" (thans de Burgemeester van Engelenweg, Plasweg en Grafhorsterweg langs de Zandberg én de begraafplaats) naar Grafhorst en door naar Genemuiden, de Zwolseweg naar Zwolle en als laatste het Kamperlijntje zijn goede voorbeelden van Kamper invloed aan de kant van de IJssel. Deze infrastructurele werken zijn misschien niet direct door Kampen aangelegd, maar het is ondenkbaar dat ze tot stand zouden zijn gekomen zonder de aanwezigheid van Kampen.
Als gevolg van de groei van het belang van Kampen in de tweede helft van de 19e eeuw en de eerste helft van de 20e eeuw, vestigden zich ook enkele bedrijven aan de IJsselmuider kant van de IJssel. Hierbij moet aan eenvoudige landbouwindustrie worden gedacht. Zo was er een houtzagerij aan de Spoorkade en aan de Nieuwe Weg (nu Burg. van Engelenweg) ontstonden tuinderijen en ook een houtzagerij. Nog steeds was IJsselmuiden een agrarisch dorp, het bedrijfsleven in Kampen ging aan het begin van de twintigste eeuw achteruit, en pas na de Tweede Wereldoorlog zou IJsselmuiden weer kunnen groeien.
De gemeente IJsselmuiden werd op 1 januari 1937 uitgebreid met de voormalige gemeenten Grafhorst, Kamperveen, Wilsum en Zalk en Veecaten. In 1967 werd ook een deel van de voormalige gemeente Zwollerkerspel bij IJsselmuiden gevoegd. IJsselmuiden ging steeds meer fungeren als 'voorstad' van Kampen. Jonge gezinnen uit Kampen en omstreken vestigden zich in IJsselmuiden vanwege de goede bereikbaarheid: Kampen net over de brug, Zwolle via het Kamperlijntje, per bus of per auto over de Zwolseweg, en de tapijtfabrieken van Genemuiden in het noorden over de Kamperzeedijk. De groei van IJsselmuiden als satelliet van Kampen zette gestaag door tot in de jaren negentig met nieuwe woonwijken als Groenendael, de Losse Landen en Zeegraven. In de eenentwintigste eeuw werden Oosterholt-Noord, Het Meer en plan Bos hier nog aan toegevoegd. Op 1 januari 2001 werd de gemeente IJsselmuiden opgeheven en ging het gebied deel uitmaken van Kampen.

## Religie
De bevolking van dit in de Nederlandse Bijbelgordel gelegen dorp behoort nog voor een groot deel tot de behoudende richtingen van het protestantse geloof. Bezienswaardigheden in toeristische zin kent het dorp nauwelijks, afgezien van natuurschoon en de vele vogelsoorten die in het gevarieerde milieu rond het dorp voorkomen. De hervormde kerk (Sint-Crispijnkerk) van IJsselmuiden is weliswaar zeer oud (oudste gedeelte gaat terug tot 1200) maar heeft door een aantal ingrijpende verbouwingen sterk aan historische waarde ingeboet. Daarnaast kent het dorp nog een gereformeerde kerk (ontwerp B.T. Boeyinga) en een katholieke kerk (ontwerp Jan Stuyt).
IJsselmuiden kent een groot aantal kerkgenootschappen. Opvallend zijn de vele reformatorische kerken. De historische hervormde dorpskerk staat in het centrum van het oude dorp en stamt van oorsprong uit de middeleeuwen. Tegenover de Dorpskerk ligt verenigingsgebouw 'De Zaaier'. Daarnaast zijn er onder meer een vrije oud gereformeerde gemeente, en een gereformeerde gemeente in Nederland. Het laatstgenoemde kerkgenootschap heeft aan de Trekvaart medio 2012 een nieuwe kerk gebouwd in de stijl van de jaren dertig. Verder is er een hersteld hervormde gemeente die kerkdiensten belegt in aula van de Pieter Zandt scholengemeenschap te Kampen. Ook kent IJsselmuiden twee Nederlandse gereformeerde kerken, een gereformeerde kerk, een rooms-katholieke kerk en Hervormde Gemeente De Hoeksteen.

## Spoorlijn
IJsselmuiden is door een spoorlijn verbonden met Zwolle, althans, het station Kampen ligt aan de 'IJsselmuider' kant van de rivier. Het station van Kampen lag ook voor de gemeentelijke herindeling al in de gemeente Kampen. Dit komt doordat de stad Kampen in de Middeleeuwen al een brug over de IJssel had, op ongeveer dezelfde plaats als de huidige brug, en dus de facto al het recht van overgang naar de andere kant voor zich had verworven. De brug werd sinds het begin van de 17e eeuw bewaakt door een vijfhoekige schans die of klein fort dat bekendstaat als 'buitenwacht'. Het bestuur over deze strook land aan 'de andere kant van de IJssel' is sindsdien altijd in handen geweest van de stad en/of gemeente Kampen. Het station is ook volgens dit principe op de huidige plaats gebouwd. Deze verbinding is sinds augustus 2017 geëlektrificeerd en wordt vaak aangeduid als het Kamperlijntje. Eind 2017 zijn de dieseltreinen vervangen door elektrische treinen.

## Geboren of langdurig woonachtig geweest in IJsselmuiden
- Jacob Otten Husly (1738-1796), architect
- Koert Meuleman (1909-2004), politicus
- Berry Esselink (1944-1996), politicus
- Henk de Velde (1949-2022), zeezeiler
- Ank Bijleveld (1962), politica
- Reinder Nummerdor (1976), volleyballer
- Kinga Bán (1981-2019), zangeres